# Velîka Znameanka, Kameanka-Dniprovska
Velîka Znameanka (în ucraineană Велика Знам`янка) este localitatea de reședință a comunei Velîka Znameanka din raionul Kameanka-Dniprovska, regiunea Zaporijjea, Ucraina.

## Demografie
Componența lingvistică a localității Velîka Znameanka
     Rusă (78,55%)
     Ucraineană (19,87%)
     Alte limbi (0,21%)
Conform recensământului din 2001, majoritatea populației localității Velîka Znameanka era vorbitoare de rusă (78,55%), existând în minoritate și vorbitori de ucraineană (19,87%).